# Северная верфь

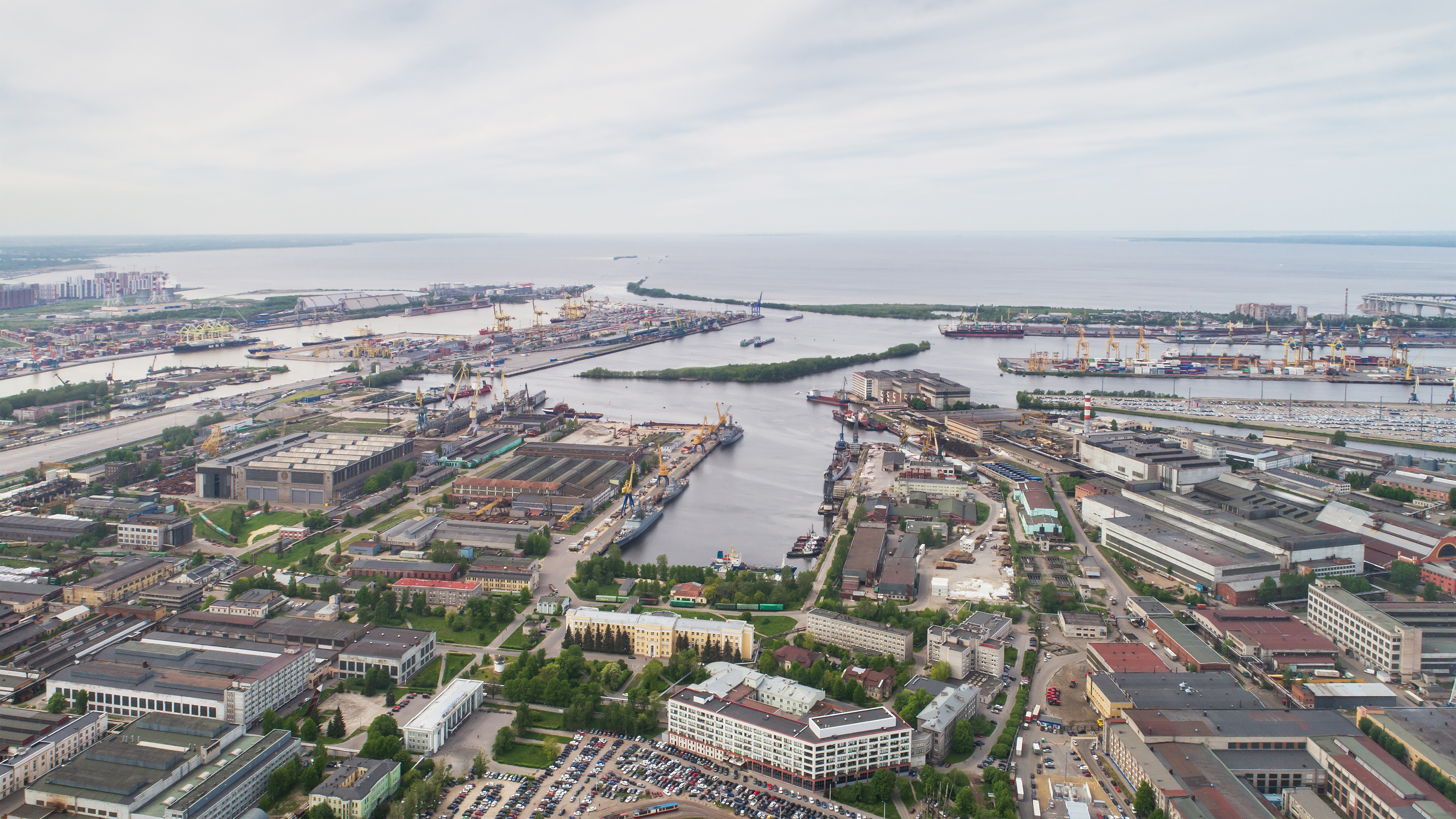
Аэрофотосъёмка Северной верфи

ПАО Судостроительный завод «Северная верфь» (в прошлом «Путиловская верфь», в советские годы — завод имени А. А. Жданова) — судостроительное предприятие, расположенное в городе Санкт-Петербурге.

## История
Дата основания предприятия — 14 ноября 1912 года. «Путиловская верфь» была основана в составе акционерного «Общества Путиловских заводов» с целью строительства кораблей для военно-морского флота Российской империи.
- с 1922 до 1934 года — Северная верфь;
- с 1934 до 1989 года — Судостроительный завод имени А. А. Жданова (с 1934 до 1962 года также использовалось обозначение «завод № 190»);
- с 1989 года — вновь Северная верфь[2].

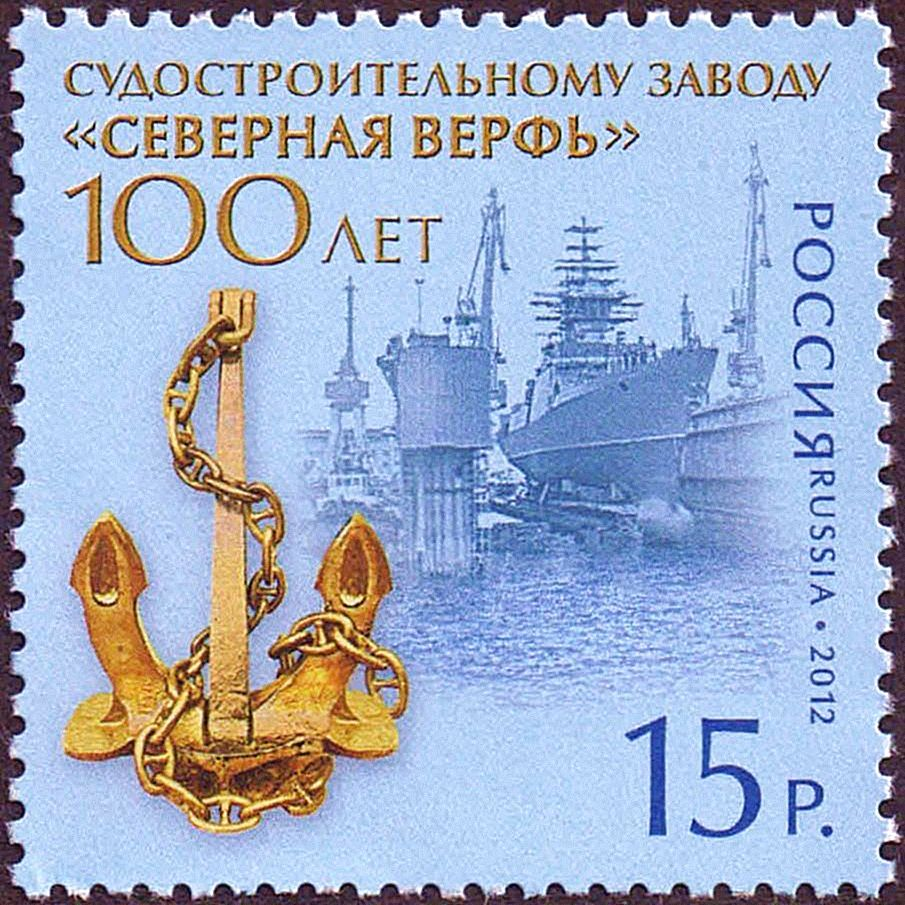
Почтовая марка России (2012 год)

В 1934—1935 на заводе были достроены девять подводных лодок типа «Малютка», доставленных с завода № 198 из Николаева.
На протяжении обороны Ленинграда завод выполнял срочные фронтовые заказы. Кроме артиллерийских установок на заводе изготавливались детали танков «КВ», долговременные огневые точки из корабельной брони, артиллерийские снаряды, миномётные мины, фугасные и зажигательные авиабомбы, шанцевый инструмент, многие другие изделия для армии и флота. На территории предприятия в 1972 году был установлен памятник «Корабелам, стоявшим насмерть», посвящённый героическому военному прошлому работников «Северной верфи».
В 1998 году завод одним из первых в Российской Федерации получил лицензии на все виды работ в области строительства, переоборудования, модернизации и утилизации кораблей и судов.
«Северная верфь» неоднократно подвергалась широкомасштабной реконструкции, в ходе которой был создан целый комплекс уникальных сооружений и производств.
За многолетнюю историю на заводе было построено около 400 кораблей и судов различного назначения. Среди них около 170 кораблей для ВМФ России и СССР, оснащённых самыми современными для своего времени системами вооружения.
Фабрика-кухня Путиловской верфи (Корабельной ул., д. 6), включена в реестр объектов культурного наследия регионального значения.
Крейсер «Аврора» проходил восстановительный ремонт в 1984—1987 годах.
Из-за вторжения России на Украину, предприятие находится под международными санкциями Евросоюза, США и ряда других стран.

## Корабли
13 эскадренных миноносцев проекта 56:
- Эскадренный миноносец «Спокойный»
- Эскадренный миноносец «Светлый»
- Эскадренный миноносец «Спешный»
- Эскадренный миноносец «Скромный»
- Эскадренный миноносец «Сведущий»
- Эскадренный миноносец «Смышлёный»
- Эскадренный миноносец «Скрытный»
- Эскадренный миноносец «Сознательный»
- Эскадренный миноносец «Справедливый»
- Эскадренный миноносец «Несокрушимый»
- Эскадренный миноносец «Находчивый»
- Эскадренный миноносец «Настойчивый»
- Эскадренный миноносец «Неуловимый»

4 эскадренных миноносца проекта 57-бис:
- Эскадренный миноносец «Гремящий»
- Эскадренный миноносец «Жгучий»
- Эскадренный миноносец «Зоркий»
- Эскадренный миноносец «Дерзкий»

4 ракетных крейсера проекта 58:
- Ракетный крейсер «Грозный»
- Ракетный крейсер «Адмирал Фокин»
- Ракетный крейсер «Адмирал Головко»
- Ракетный крейсер «Варяг»

5 больших противолодочных кораблей проекта 61:
- Большой противолодочный корабль «Огневой»
- Большой противолодочный корабль «Образцовый»
- Большой противолодочный корабль «Одарённый»
- Большой противолодочный корабль «Славный»
- Большой противолодочный корабль «Стерегущий»

6 газотурбинных сторожевых кораблей противолодочной обороны проекта 1135:
- Сторожевой корабль «Ретивый»
- Сторожевой корабль «Задорный»
- Сторожевой корабль «Ленинградский Комсомолец»
- Сторожевой корабль «Летучий»
- Сторожевой корабль «Пылкий»
- Сторожевой корабль «Жаркий»

4 ракетных крейсеров/больших противолодочных кораблей проекта 1134:
- Большой противолодочный корабль «Севастополь»
- Большой противолодочный корабль «Вице-адмирал Дрозд»
- Большой противолодочный корабль «Владивосток»
- Большой противолодочный корабль «Адмирал Зозуля»

10 больших противолодочных кораблей проекта 1134-А:
- Большой противолодочный корабль «Адмирал Юмашев»
- Большой противолодочный корабль «Василий Чапаев»
- Большой противолодочный корабль «Маршал Тимошенко»
- Большой противолодочный корабль «Адмирал Исаченков»
- Большой противолодочный корабль «Адмирал Октябрьский»
- Большой противолодочный корабль «Маршал Ворошилов»
- Большой противолодочный корабль «Адмирал Макаров»
- Большой противолодочный корабль «Адмирал Нахимов»
- Большой противолодочный корабль «Адмирал Исаков»
- Большой противолодочный корабль «Кронштадт»

4 больших противолодочных корабля проекта 1155:
- Большой противолодочный корабль «Адмирал Левченко»
- Большой противолодочный корабль «Адмирал Трибуц»
- Большой противолодочный корабль «Маршал Василевский»
- Большой противолодочный корабль «Вице-адмирал Кулаков»

17 эскадренных миноносцев проекта 956:
- Головной эскадренный миноносец «Современный»
- Эскадренный миноносец «Отчаянный»
- Эскадренный миноносец «Отличный»
- Эскадренный миноносец «Осмотрительный»
- Эскадренный миноносец «Безупречный»
- Эскадренный миноносец «Боевой»
- Эскадренный миноносец «Стойкий»
- Эскадренный миноносец «Окрылённый»
- Эскадренный миноносец «Бурный»
- Эскадренный миноносец «Гремящий»
- Эскадренный миноносец «Быстрый»
- Эскадренный миноносец «Расторопный»
- Эскадренный миноносец «Безбоязненный»
- Эскадренный миноносец «Безудержный»
- Эскадренный миноносец «Беспокойный»
- Эскадренный миноносец «Настойчивый»
- Эскадренный миноносец «Бесстрашный»
- Эскадренный миноносец «Важный»
- Эскадренный миноносец «Вдумчивый»
- Эскадренный миноносец «Внушительный»
- Эскадренный миноносец «Вечный»

## Собственники и руководство
По состоянию на 01.07.2011:
- ОАО «Западный центр судостроения» — 20,96 %
- ЗАО «ЭКСТРАЛАЙН» — 21,63 %
- Общество с ограниченной ответственностью «Северное проектно-конструкторское бюро» — имеет право распоряжаться более чем 20 процентами общего количества голосов
- ОАО «ЭФеС Северной верфи» — имеет право распоряжаться более чем 20 процентами общего количества голосов
- ОАО «Машиностроение Северной верфи» — имеет право распоряжаться более чем 20 процентами общего количества голосов

По состоянию на апрель 2008 года у предприятия два основных акционера:
- «Объединённая промышленная корпорация» — 72,19 %,
- Государство в лице ОАО «Западный центр судостроения» — 20,96 %.

Генеральный директор — Орлов Игорь Анатольевич (с июня 2020 года).

## Географическое расположение
«Северная верфь» имеет выгодное географическое расположение на берегу Финского залива у морского канала, что позволяет круглогодично отправлять суда и корабли на испытания. Кроме того, имеет подъездные железнодорожные и автомобильные пути для доставки сырья, материалов и оборудования всеми видами транспорта.
Территория «Северной верфи» имеет достаточно низкий коэффициент застройки (завод располагает общей площадью около 90 га, из них производственная площадь составляет 60 га), что позволяет вести работы по совершенствованию технологии строительства судов и кораблей (создавать специализированные производства).
«Северная верфь» на карте Кировского района

## Деятельность

### Основная продукция
Основная номенклатура продукции завода включает боевые надводные корабли и коммерческие суда различного назначения. Верфь обладает большим опытом строительства крейсеров, эскадренных миноносцев, тральщиков, противолодочных и сторожевых кораблей. Со стапелей завода сошли научно-исследовательские и пассажирские суда, лесовозы, траулеры, контейнеровоз,  ролкеры и суда тылового обеспечения. Заказчиками продукции предприятия являются отечественные и зарубежные организации, специализирующиеся на осуществлении морских грузоперевозок, добыче морепродуктов, Министерство обороны РФ и военно-морские силы зарубежных государств. На заводе действует система менеджмента качества, отвечающая требованиям международных стандартов ИСО серии 9000.

### Производственный комплекс
Верфь располагает уникальным на Северо-западе России крытым отапливаемым эллингом с четырьмя построечными местами (стапелями), длиной 165 и шириной 19,2 м каждое, где можно вести строительство независимо от погодных условий, и спускоподъёмным комплексом в составе плавучего дока грузоподъёмностью 10 000 т и трансбордера, позволяющим спустить судно с любого стапеля. При этом возникает техническая и экономическая возможность осуществить спуск судна на воду при готовности 76 % — 80 % (против 50 % с открытого наклонного стапеля на других предприятиях) и снизить трудозатраты строительства в целом на 15 %. Квалифицированный кадровый потенциал и технические возможности верфи позволяют строить корабли и суда с предельным водоизмещением до 12 000 тонн и спусковой массой до 7000 тонн, а также позволяют осуществлять их ремонт и модернизацию.

### Передовые технологии
«Северная верфь» — единственное в России предприятие, которое имеет опыт строительства судов и кораблей с использованием трёхмерной математической модели, разработанной в специализированной судостроительной системе, что позволяет совместить выпуск рабоче-конструкторской документации с разработкой геометрических и технологических параметров корпусных деталей

### Показатели деятельности
| Показатель     | 2005         | 2006                           | 2007                          | I квартал 2008         | 2009              | 2010                     |
| -------------- | ------------ | ------------------------------ | ----------------------------- | ---------------------- | ----------------- | ------------------------ |
| Оборот         | $452,633 млн | 17 млрд 364 млн 461 тыс рублей | 2 млрд 630 млн 979 тыс рублей | 557 млн 824 тыс рублей | 10,72 млрд рублей | 10,39 млрд рублей        |
| Чистая прибыль | $9,106 млн   | 24,984 млн рублей              | 2,357 млн рублей              | -                      | 32 млн рублей     | -980 млн рублей (убыток) |

### Перспективы
В начале ноября 2007 года было объявлено о планах модернизации завода: «Объединённая промышленная корпорация» планирует вложить 13 млрд рублей в строительство новых доков, и в реконструкцию существующих производственных площадей.
В феврале 2008 года была уточнена сумма: 13,72 млрд рублей и выбран инвестор: Внешэкономбанк.
Первый этап модернизации «Северной верфи» предполагает ввод в строй новой стапельной площадки и эллинга. Контракт подписан в сентябре 2020 года с ООО «Отечественные системы и технологии», ожидается, что работы будут завершены в 2021 году, а сам эллинг введут в строй уже в 2022-м. Сумма затрат составляет 12,6 млрд рублей. После окончания работ верфь сможет строить корабли со спусковой массой до 30 тысяч тонн. По словам гендиректора верфи Игоря Орлова, будут построены два стапельных места длиной 240 м и шириной 50 м.
В рамках гособоронзаказа «Северная верфь» ранее заключила госконтракты с Минобороны РФ на строительство:
- корветов проекта 20385,
- фрегатов проекта 22350,
- средних разведывателных кораблей проекта 18280,
- судов тылового обеспечения проекта 23120.

В 2014 году верфь:
- готовится к строительству эсминца проекта 23560,
- прорабатывает возможность серийного строительства корветов проекта 20386,
- прорабатывает возможность серийного строительства фрегатов проекта 22350М для ВМФ РФ,
- готовится к продолжению постройки серии судов связи проекта 18280.

## Известные сотрудники
- Емельянов, Владимир Александрович (1923—2015) — генеральный директор (1974—1991), Герой Социалистического Труда.
- Пошадин, Николай Прокофьевич (1913–2005) — Герой Социалистического Труда.
- Стешовиков, Геннадий Петрович (1940—2015) — полный кавалер ордена Трудовой Славы.